# Río Culiacán

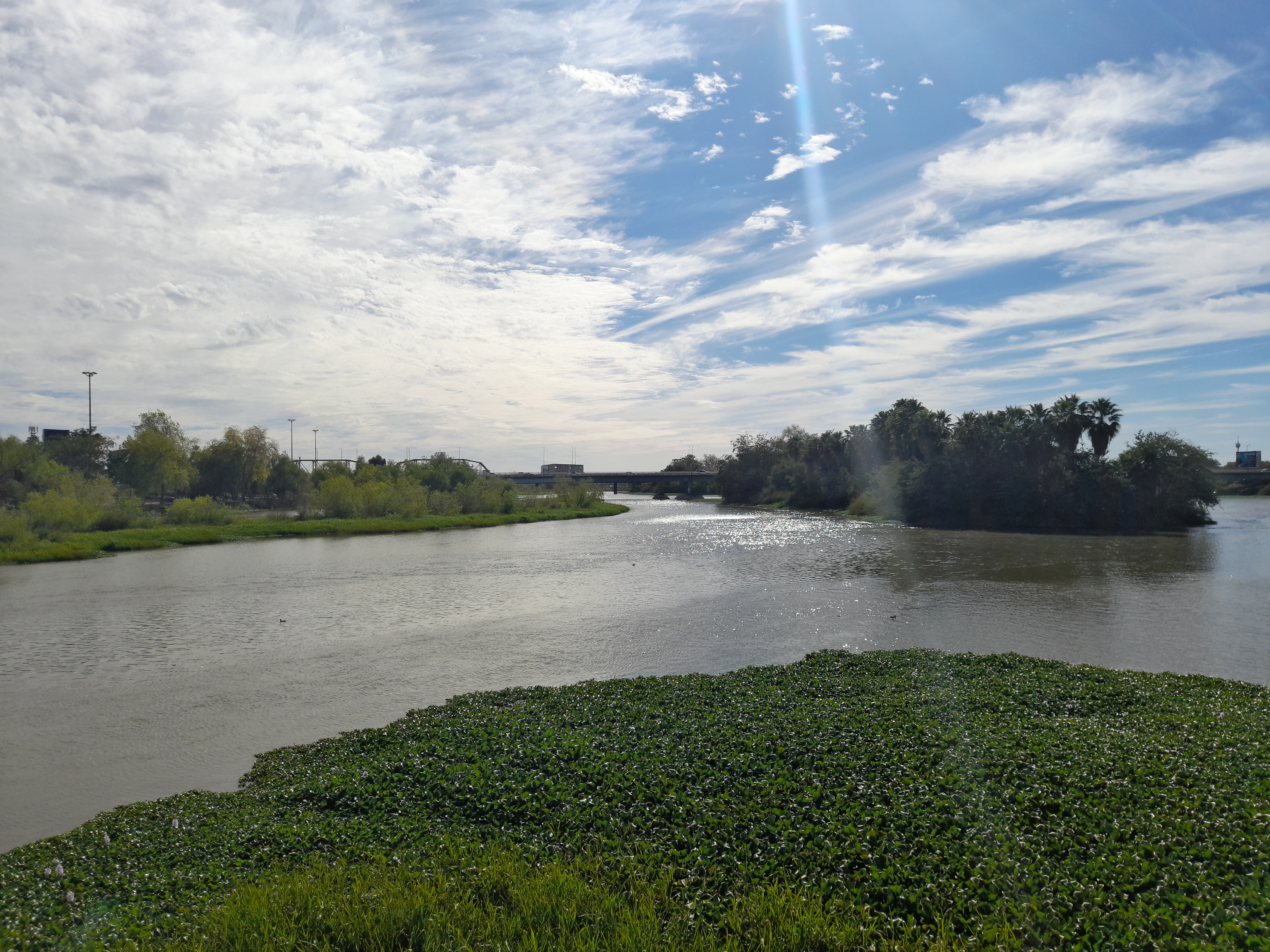
Río Culiacán.

El río Culiacán es un río en el Estado de Sinaloa, México. Su curso mide 87. 5 km de largo, y su cuenca abarca 17 200 km², siendo su flujo anual 3 280  millones de hm³.
El río se forma en la confluencia del río Tamazula y del río Humaya, en las aproximidades del centro de la ciudad Culiacán. El mismo discurre por la planicie costera del Pacífico, fluyendo inicialmente en dirección oeste hasta el poblado de Navolato donde su curso gira hacia el sur,  para finalmente desembocar en la bahía próxima a la península de Lucernilla, en el Océano Pacífico.
Se ha indicado que el río Culiacán posee cierto nivel de contaminación producto de descargas de aguas contaminadas de procesos industriales.